# Susanna och gubbarna (Gentileschi)
Susanna och gubbarna kan avse en serie oljemålningar av den italienska barockkonstnären Artemisia Gentileschi. 

## Motivet
Susanna och gubbarna är en episod i Tillägg till Daniel, en av apokryferna till Gamla testamentet. Susanna var hustru till Joakim och levde under den Babyloniska fångenskapen. En dag smög sig två äldre män in i deras trädgård för att tjuvtitta på Susanna när hon badade. Den fromma Susanna avvisade deras närmande, anklagades då av dem för äktenskapsbrott men räddades senare av den rättfärdige Daniel.

## Konstnären
Gentileschi gick i lära hos sin far Orazio Gentileschi som var en caravaggist. Deras stil kännetecknas av dramatiska och realistiska kompositioner och så kallad chiaroscuro, det vill säga målning med starka kontraster mellan ljus och mörker. Hennes tavlor har ofta tolkats i ljuset av hennes kamp mot orättvisor som kvinnlig konstnär och framför allt den våldtäkt hon utsattes för av Agostino Tassi 1611 när hon var 17 år. Hon är känd för sina skildringar av starka kvinnliga personligheter från Bibeln, helgonlegender och grekisk-romersk mytologi, till exempel Judit, Batseba, Maria Magdalena och Katarina av Alexandria.

## Weissensteinversionen
Den första versionen av Susanna och gubbarna målade Gentileschi 1610 när hon var 17 år gammal och det är hennes första signerade och daterade verk. Tavlan är sedan 1714 utställd på slottet Weissenstein i Pommersfelden i Bayern. Gentileschi kan ha inspirerats av Peter Paul Rubens som uppfann en ny typ av bildframställning som varken var helig eller profan, även om motivet hämtades från de heliga skrifterna. Även i Rubens målning Susanna och gubbarna från 1607 sätter en av gubbarna fingret mot munnen för att tysta den olyckliga Susanna.
Susanna och gubbarna (eller Susanna i badet) är ett populärt motiv i konsthistorien som gett konstnärer en biblisk förevändning att skildra kvinnlig nakenhet. Många, till exempel Tintoretto i Susanna i badet, har framställt en erotiskt laddad situation med inslag av voyeurism. Susanna är där omedveten om betraktarna och avbildas som sensuellt njutande av stunden i badet. I Gentileschis version tolkas däremot scenen ur den badande kvinnans perspektiv. Susanna skildras rädd och försöker skydda och försvara sig mot de ovälkomna männen. Detta perspektivskifte representerar något nytt i en konsthistorisk kontext.

## Edinburghmålningen
Gentileschi var omkring 1638–1642 verksam i England där hon återförenades med sin far och var hovmålare åt Karl I. Vid sin avrättning 1649 ägde kungen sju verk av Gentileschi, förutom Edinburghversionen även Självporträtt som allegori över måleriet. Enligt inventarierna hängde Edinburghversionen ursprungligen i drottning Henrietta Marias våning i Palace of Whitehall. Det är samma kvinnliga person som har stått modell för Susanna och i Den heliga Katarina av Alexandria (Nationalmuseum) som dock har målats flera år tidigare i Italien.

## Bildgalleri
| Bild | Anmärkning                                                                                              | År              | Storlek (cm) | teknik      | Museum                                                                                | Ort                    |
| ---- | --- | --------------- | ------------ | ----------- | ------------------------------------------------------------------------------------- | ---------------------- |
|      | | 1610            | 170 x 119    | olja på duk | Weissenstein                                                                          | Pommersfelden, Bayern  |
|      | En tidig kopia är idag utställd på Nottingham Castle, se nedan.                                         | 1622            | 162 x 123    | olja på duk | Burghley House                                                                        | Stamford, Lincolnshire |
|      | Domenico Gargulio(en) och Viviano Codazzi(en) anses ha bistått Gentileschi och målat vissa delar.       | 1638 cirka      | 265 x 210    | olja på duk | privat ägo                                                                            |                        |
|      | | 1638–1640 cirka | 189 x 143 cm |             | Palace of Holyroodhouse, Kungliga samlingen i Storbritannien (Royal Collection Trust) | Edinburgh              |
|      | | 1649            | 206 x 168    | olja på duk | Moravská galerie                                                                      | Brno                   |
|      | | 1650 cirka      | 168 x 112    | olja på duk | Museo Civico di Bassano                                                               | Bassano del Grappa     |
|      | Den åldriga Gentileschi tros ha fått hjälp av sin elev Onofrio Palumbo(en) att färdigställa detta verk. | 1652            | 200 x 226    | olja på duk | Pinacoteca Nazionale                                                                  | Bologna                |
|      | Den anses vara en kopia utförd av okänd konstnär.                                                       |                 | 163 x 122    | olja på duk | Nottingham Castle                                                                     | Nottingham             |